# Midland (Michigan)
Pour les articles homonymes, voir Midland.
Midland est une ville située dans l’État américain du Michigan. C'est le siège du comté de Midland. Au recensement de 2000, sa population était de 41 685 habitants.

## Personnalités
- Le batteur Steve Shelley y est né en 1962.